# Lithocarpus bolovenensis
Lithocarpus bolovenensis là một loài thực vật có hoa trong họ Fagaceae. Loài này được A.Camus mô tả khoa học đầu tiên năm 1948.